# Mars Hill (hrabstwo Aroostook)
Mars Hill – jednostka osadnicza w Stanach Zjednoczonych, w stanie Maine, w hrabstwie Aroostook.